# 안병규
안병규(1937년 12월 30일~2016년 3월 17일)는 대한민국의 정치인이다. 제11·12·13대 국회의원을 지냈다. 아들인 안상훈 역시 정치인으로 활동중이다.

## 역대 선거 결과
|  | 16.16% |

|  | 32.08% |

|  | 33.39% |

|  | 41.18% |

|  | 39.08% |